# Papillon (album của Lara Fabian)
Papillon (tạm dịch từ tiếng Pháp: Bươm bướm) là album phòng thu thứ 14 và cũng là album tiếng Pháp thứ 10 trong sự nghiệp của nữ ca sĩ người Bỉ-Canada Lara Fabian. Album được phát hành vào ngày 8 tháng 2 năm 2019, gồm 11 ca khúc được ghi âm tại Montréal, Canada và sử dụng dòng nhạc electro-pop làm chủ đạo. Ba đĩa đơn đã được phát hành từ album gồm "Papillon", "Je suis à toi" và "Par amour". Chuyến lưu diễn hỗ trợ cho album, "50 World Tour", sẽ khởi động vào cuối năm 2019, đi qua 50 thành phố trên thế giới và kết thúc vào tháng 3 năm 2020.

## Bối cảnh và thu âm
Mùa thu năm 2017, Fabian phát hành album tiếng Anh đầu tiên sau gần 10 năm, Camouflage. Đây là album đầu tiên mà cô hợp tác với nhà sản xuất Moh Denebi và nhạc sĩ Sharon Vaughn, và cũng là thử nghiệm đầu tiên với dòng nhạc electro-pop của cô. Đầu năm 2018, cô và gia đình chuyển tới Montréal để thuận tiện cho việc tham gia chương trình truyền hình thực tế La Voix phiên bản Canada.
Sau một thời gian tham gia La Voix, Fabian được truyền cảm hứng từ "những người trẻ tuyệt vời" mà cô làm việc cùng khi tham gia chuơng trình này. Do đó, cô quyết định thu âm một album mới với những điều kiện cơ sở vật chất tương tự như lúc cô khởi nghiệp. Để thực hiện album mới, nữ ca sĩ quyết định tiếp tục sáng tác và sản xuất các ca khúc cùng với Denebi và Vaughn. Quá trình sáng tác và thu âm diễn ra vào mùa đông năm 2018, khi cô đang ghi hình cho chương trình La Voix. Album được ghi âm trong vòng một tuần ở tầng hầm căn hộ của gia đình Fabian tại Montréal.
Tiếp nối Camouflage, Papillon tiếp tục sử dụng dòng nhạc electro-pop làm chủ đạo kết hợp với dàn nhạc cổ điển, và tiếp tục được sản xuất bởi Moh Denebi. Album chịu ảnh hưởng của các nghệ sĩ Panic! At the Disco và Christine and the Queens, những nghệ sĩ mà con gái của Fabian thường hay nghe nhạc của họ sau khi tan học. Được mô tả là "hiện đại và bất tận", Papillon chủ yếu gồm các bài hát về chủ đề tình yêu, một chủ đề mà cô cho là "trở về với truyền thống cũ". Trong bài phỏng vấn với tạp chí Paris Match, cô cho biết: "Với Papillon, tôi muốn đặt ra câu hỏi rằng chúng ta sẽ làm gì nếu ta chỉ còn 24 giờ để sống".
Tựa đề của album là bản dịch tiếng Pháp của từ "Farfalla" (tạm dịch: con bướm) trong tiếng Ý. Lúc Fabian còn nhỏ, bà của cô thường xuyên gọi tên cô bằng từ này, để nhắc nhở cô về tầm quan trọng của hiện tại. Trong album, Fabian "không lạm dụng giọng hát" của mình và kết hợp nó với những âm thanh hiện đại.

## Phát hành và quảng bá
Vào ngày 30 tháng 11 năm 2018, hãng đĩa Disques Musicor cho biết Papillon đã có sẵn để đặt trước trên các dịch vụ âm nhạc trực tuyến. Album được phát hành vào ngày 8 tháng 2 năm 2019 dưới dạng đĩa CD và phiên bản kỹ thuật số. Trước đó, vào ngày 23 tháng 1 năm 2019, Fabian đã tổ chức một sự kiện gặp mặt và nghe trước album cho những người hâm mộ tại Canada.

### Các đĩa đơn
"Papillon" được phát hành thành đĩa đơn mở đường cho album vào ngày 5 tháng 10 năm 2018. Video âm nhạc cho bài hát được ra mắt cùng ngày, được sản xuất bởi Romeo & Fils và đạo diễn bởi Plastic Gun. "Je Suis à Toi" được phát hành thành đĩa đơn thứ hai vào ngày 30 tháng 11 năm 2018, cùng ngày mà album có sẵn để đặt trước. Video âm nhạc cho bài hát, cũng được sản xuất và đạo diễn bởi Romeo & Fils và Plastic Gun, ra mắt ngày 20 tháng 12 năm 2018. Video âm nhạc cho đĩa đơn thứ ba, "Par amour", ra mắt vào ngày 4 tháng 3 năm 2019. Video có sự tham gia của hai vũ công Lazylegz và Rocio Vadillo Molina.

### Lưu diễn
Ngày 7 tháng 2 năm 2019, Fabian đưa ra thông báo về chuyến lưu diễn "50 World Tour" để hỗ trợ cho album, đồng thời cũng để kỷ niệm 30 năm sự nghiệp ca hát và sinh nhật lần thứ 50 của mình. Chuyến lưu diễn khởi động vào ngày 16 tháng 9 năm 2019 tại New York, Hoa Kỳ, đi qua 50 thành phố của nhiều quốc gia trên thế giới trong 70 ngày và dự định kết thúc tại Paris, Pháp vào cuối tháng 3 năm 2020. Ở các buổi diễn tại Montreal và Quebec, khán giả sẽ được lựa chọn các ca khúc trong buổi diễn. Trong chuyến lưu diễn này, Fabian có thể sẽ không trình diễn một số ca khúc từng là những bản hit trong quá khứ của cô. Trước đó, trong chuyến lưu diễn "Camouflage World Tour" vào năm 2018, cô tuyên bố sẽ không tiếp tục thể hiện ca khúc "Tout", một đĩa đơn từ album Pure phát hành năm 1996 và là đĩa đơn đầu tiên của cô lọt vào top 10 tại Pháp, vì "việc kết nối (cảm xúc) trở nên khó khăn hơn".
Tháng 3 năm 2019, trong một cuộc phỏng vấn với RTL, Fabian cho biết ca khúc có chủ đề về đồng tính luyến ái "La Différence", một đĩa đơn khác cũng từ Pure, có thể sẽ không xuất hiện trong danh sách bài hát của các buổi hòa nhạc tổ chức tại Nga, do các nhà chức trách địa phương đe dọa cô có thể sẽ phải ngồi tù sau khi hình ảnh cô trình diễn ca khúc này được ghi lại và trình chiếu. Vào cuối tháng 8, Fabian tổ chức một buổi hòa nhạc riêng tại phòng thu của đài phát thanh Rythme FM, trình diễn một danh sách gồm 11 ca khúc được cho là sẽ được biểu diễn trong "50 World Tour".

### Phiên bản phát hành lại
Đầu tháng 2 năm 2020, Fabian thông báo Papillon sẽ được tái bản dưới dạng album phát hành lại với một số ca khúc mới, dự kiến được phát hành vào ngày 20 tháng 3 cùng năm. Sang đầu tháng 3, Fabian cho biết phiên bản phát hành lại sẽ có tên là Papillon(s) và gồm ba ca khúc mới là "En chemin", "Undefeated Love" và "C'est l'heure". Tuy nhiên, do ảnh hưởng của dịch COVID-19, nữ ca sĩ quyết định dời ngày phát hành album đến ngày 5 tháng 6 năm 2020. Papillon(s) chỉ được phát hành ở định dạng kỹ thuật số và chỉ có sẵn trên các dịch vụ âm nhạc trực tuyến. "C'est l'heure" được phát hành thành đĩa đơn đầu tiên từ album vào ngày 28 tháng 2 năm 2020.

## Tiếp nhận
André Péloquin của Le Sac de chips đánh giá Papillon đạt 3,5 sao và nhận xét phong cách "pop hiện đại" của album có nét tương đồng với những nhạc phẩm của Christine and the Queens. Péloquin cũng nhận định album đã tiết chế phong cách electro-pop và thể hiện định hướng âm nhạc rõ ràng hơn so với Camouflage.

### Giải thưởng và đề cử
Papillon nhận được đề cử ở hạng mục Album pop của năm tại lễ trao giải Félix lần thứ 41, nhưng thất bại trước En cas de tempête, ce jardin sera fermé của Cœur de pirate.

## Diễn biến thương mại
Ở khu vực Wallonie của Bỉ, Papillon ra mắt ở vị trí á quân trên bảng xếp hạng Ultratop Wallonia. Tại Canada, album ra mắt ở vị trí thứ 20 trên bảng xếp hạng album toàn quốc của tạp chí Billboard. Riêng tại khu vực Québec, Papillon ra mắt ở vị trí số 1 trên bảng xếp hạng album và bán ra 1.731 bản trong tuần đầu phát hành.

## Danh sách bài hát
Thông tin lấy từ Spotify.
Tất cả bài hát được sản xuất bởi Moh Denebi.
| Danh sách bài hát của Papillon | Danh sách bài hát của Papillon | Danh sách bài hát của Papillon       | Danh sách bài hát của Papillon |
| STT                            | Nhan đề                        | Sáng tác                             | Thời lượng                     |
| ------------------------------ | ------------------------------ | ------------------------------------ | ------------------------------ |
| 1.                             | "Papillon"                     | Lara Fabian Moh Denebi Sharon Vaughn | 3:58                           |
| 2.                             | "Je suis à toi"                | Fabian Denebi Vaughn                 | 3:19                           |
| 3.                             | "Changer le jeu"               | Élodie Hesme Fabian Denebi Vaughn    | 3:24                           |
| 4.                             | "Par amour"                    | Kelly Paige Fabian Denebi Vaughn     | 3:40                           |
| 5.                             | "Je ne t'aime plus"            | Fabian Denebi Vaughn                 | 3:16                           |
| 6.                             | "Alien"                        | Hesme Fabian Denebi Vaughn           | 3:09                           |
| 7.                             | "Pardonne"                     | Fabian Denebi                        | 3:16                           |
| 8.                             | "Superman"                     | Fabian Denebi Vaughn                 | 3:38                           |
| 9.                             | "Sans ton amour"               | Fabian Denebi Vaughn                 | 4:11                           |
| 10.                            | "L'animal"                     | Fabian Denebi Vaughn                 | 4:09                           |
| 11.                            | "Alcyon"                       | Hesme Fabian Denebi Vaughn           | 3:27                           |
| Tổng thời lượng:               | Tổng thời lượng:               | Tổng thời lượng:                     | 39:30                          |

| Papillon(s) – Bài hát thêm cho phiên bản cao cấp phát hành lại | Papillon(s) – Bài hát thêm cho phiên bản cao cấp phát hành lại | Papillon(s) – Bài hát thêm cho phiên bản cao cấp phát hành lại | Papillon(s) – Bài hát thêm cho phiên bản cao cấp phát hành lại |
| STT                                                            | Nhan đề                                                        | Sáng tác                                                       | Thời lượng                                                     |
| -------------------------------------------------------------- | -------------------------------------------------------------- | -------------------------------------------------------------- | -------------------------------------------------------------- |
| 4.                                                             | "Par amour" (phiên bản đã hiệu đính)                           | Paige Fabian Denebi Vaughn                                     | 3:33                                                           |
| 12.                                                            | "En chemin"                                                    | Fabian Denebi Vaughn                                           | 3:05                                                           |
| 13.                                                            | "C'est l'heure"                                                | Hesme Fabian Denebi Vaughn                                     | 3:24                                                           |
| 14.                                                            | "Undefeated Love"                                              | Igor Krutoy Fabian Vaughn                                      | 4:40                                                           |
| Tổng thời lượng:                                               | Tổng thời lượng:                                               | Tổng thời lượng:                                               | 50:41                                                          |

## Xếp hạng
| Bảng xếp hạng (2019–2020)           | Vị trí cao nhất |
| ----------------------------------- | --------------- |
| Album Bỉ (Ultratop Vlaanderen)      | 56              |
| Album Bỉ (Ultratop Wallonie)        | 2               |
| Canada (Billboard)                  | 20              |
| Pháp (SNEP)                         | 12              |
| Album Thụy Sĩ (Schweizer Hitparade) | 58              |

| Bảng xếp hạng (2019)                  | Vị trí |
| ------------------------------------- | ------ |
| Bỉ (Ultratop Wallonia)                | 44     |
| Bỉ Belgian Albums (Ultratop Wallonia) | 6      |

## Lịch sử phát hành
| Quốc gia       | Ngày phát hành     | Định dạng                    | Phiên bản                         | Nhãn hiệu                            | Ng.    |
| -------------- | ------------------ | ---------------------------- | --------------------------------- | ------------------------------------ | ------ |
| Nhiều quốc gia | 8 tháng 2 năm 2019 | CD tải kỹ thuật số streaming | Chuẩn                             | 9 Productions Musicor Odacity Warner | [ 11 ] |
| Canada Pháp    | 5 tháng 6 năm 2020 | Tải kỹ thuật số streaming    | Cao cấp phát hành lại Papillon(s) | 9 Productions                        | [ 34 ] |